# Neohelota babai
Neohelota babai is een keversoort uit de familie Helotidae. De wetenschappelijke naam van de soort is voor het eerst geldig gepubliceerd in 2006 door Lee & Sato.